# HMS Kingsmill (K484)
HMS Kingsmill (K484) là một tàu frigate lớp Captain của Hải quân Hoàng gia Anh hoạt động trong Chiến tranh Thế giới thứ hai. Nó nguyên được Hoa Kỳ chế tạo như chiếc DE-280, một tàu hộ tống khu trục lớp Evarts, và chuyển giao cho Anh Quốc theo Chương trình Cho thuê-Cho mượn (Lend-Lease). Nó là chiếc tàu chiến duy nhất của Hải quân Anh được đặt tên theo Đô đốc Sir Robert Kingsmill (1730-1805), người từng tham gia các cuộc Chiến tranh Bảy Năm, Chiến tranh Cách mạng Hoa Kỳ, Chiến tranh Cách mạng Pháp và Chiến tranh Napoleon. Nó đã phục vụ cho đến khi chiến tranh kết thúc tại Châu Âu, hoàn trả cho Hoa Kỳ năm 1945 như là chiếc USS Kingsmill (DE-280) nhưng rút biên chế và xóa đăng bạ ngay sau đó, và cuối cùng bị bán để tháo dỡ vào năm 1947.

## Thiết kế và chế tạo
Những tàu frigate lớp Captain thuộc phân lớp Evarts có chiều dài chung 289 ft 5 in (88,21 m), mạn tàu rộng 35 ft 1 in (10,69 m) và độ sâu mớn nước khi đầy tải là 8 ft 3 in (2,51 m). Chúng có trọng lượng choán nước tiêu chuẩn 1.140 tấn Anh (1.160 t); và lên đến 1.430 tấn Anh (1.450 t) khi đầy tải. Hệ thống động lực bao gồm bốn động cơ diesel General Motors Kiểu 16-278A nối với bốn máy phát điện để vận hành hai trục chân vịt; công suất 6.000 hp (4.500 kW) cho phép đạt được tốc độ tối đa 21 kn (24 mph; 39 km/h), và có dự trữ hành trình 4.150 nmi (4.780 mi; 7.690 km) khi di chuyển ở vận tốc đường trường 12 kn (14 mph; 22 km/h).
Vũ khí trang bị bao gồm ba pháo 3 in (76 mm)/50 cal trên tháp pháo nòng đơn có thể đối hạm hoặc phòng không, một khẩu đội 1,1 inch/75 caliber bốn nòng và chín pháo phòng không Oerlikon 20 mm. Vũ khí chống ngầm bao gồm một dàn súng cối chống tàu ngầm Hedgehog Mk. 10 (có 24 nòng và mang theo 144 quả đạn); hai đường ray Mk. 9 và tám máy phóng K3 Mk. 6 để thả mìn sâu.
DE-280 được đặt hàng vào ngày 25 tháng 1, 1942, và được đặt lườn tại Xưởng hải quân Boston ở Boston, Massachusetts vào ngày 9 tháng 7, 1943. Nó được hạ thủy vào ngày 13 tháng 8, 1943 và được đỡ đầu bởi bà Walter Douglas (Arleine) Snyder. Con tàu được chuyển giao cho Anh Quốc vào ngày 29 tháng 10, 1943, đồng thời nhập biên chế cùng Hải quân Hoàng gia Anh như là chiếc HMS Kingsmill (K484) dưới quyền chỉ huy của Hạm trưởng, Thiếu tá Hải quân George Henry Cook.

## Lịch sử hoạt động
Trong quá trình phục vụ cùng Hải quân Hoàng gia Anh, Kingsmill hoạt động trong vai trò chính là hộ tống các đoàn tàu vận tải tại khu vực eo biển Manche từ năm 1944 đến năm 1945.
Kingsmill đã tham gia Chiến dịch Neptune, hoạt động hải quân trong khuôn khổ cuộc Đổ bộ Normandy vào ngày 6 tháng 6, 1944;  nó nằm trong số ba tàu frigate lớp Captain (cùng với Dacres (K472) và Lawford (K514)) được chọn để cải biến thành tàu chỉ huy nhằm phục vụ cho quá trình đổ bộ. Pháo 3 in (76 mm) cùng toàn bộ thiết bị mìn sâu phía đuôi tàu được tháo dỡ, và cấu trúc thượng tầng được kéo dài để lấy chỗ cho nhân sự Ban tham mưu. Hai nhà tạm cấu trúc trên sàn tàu để chứa thiết bị thông tin, bổ sung một cột ăn-ten để tăng cường thiết bị liên lạc và các dàn radar mới. Hỏa lực phòng không cũng được tăng cường thêm bốn khẩu Oerlikon 20 mm.
Sau đó Kingsmill tiếp tục tham gia trong Chiến dịch Infatuate, khi lực lượng Anh và Canada tấn công chiếm đóng đảo Walcheren, Hà Lan vào tháng 11, 1944.
Sau khi chiến tranh chấm dứt tại Châu Âu, Kingsmill được hoàn trả cho Hoa Kỳ tại Harwich, Anh vào ngày 22 tháng 8, 1945, nhằm giảm bớt chi phí mà Anh phải trả cho Hoa Kỳ trong Chương trình Cho thuê-Cho mượn (Lend-Lease). Con tàu nhập biên chế trở lại cùng Hải quân Hoa Kỳ cùng ngày hôm đó như là chiếc USS Kingsmill (DE-280) , dưới quyền chỉ huy của Thiếu tá Hải quân Hoa Kỳ George B. Calkins, rời Harwich vào ngày 26 tháng 8 và về đến Xưởng hải quân Philadelphia tại Philadelphia, Pennsylvania vào ngày 8 tháng 9.
USS Kingsmill ở lại Philadelphia cho đến khi được cho xuất biên chế vào ngày 26 tháng 10, 1945. Tên nó được cho rút khỏi danh sách Đăng bạ Hải quân vào ngày 16 tháng 11, 1945; và con tàu bị bán để tháo dỡ vào ngày 17 tháng 2, 1947.